# テケテケ★ランデヴー
『テケテケ★ランデブー』 (TEKE TEKE★RENDEZ-VOUS) は、ジョージ朝倉による日本の漫画作品。
祥伝社のファッション誌『Zipper』にて2009年7月号から2014年6月号まで連載された。

## あらすじ
派手な外見のギャルでありながら、処女で恋をまだ知らないたよ子。農学部の学生であるたよ子は、バイト先のキャバクラの客の孫・獅子王が気になり始める。
ゼミの実習でしばらく離島に行くことになったたよ子は、旅立つ前に別れを……と考えるが、翌朝島へ向かう船には、あの獅子王も乗っていた……。

## 登場人物
三本杉 たよ子（さんぼんすぎ たよこ）
農学部・我孫子ゼミの学生。キャバクラ「ランデブー」でバイトをしている。大食いで大酒飲み、それが原因で男たちに振られてきた。11歳からの数年間を父親の転勤で南米で過ごす。常に完璧メイクを施している派手なギャルだが、実は処女で初めての相手は愛する人とと決めている。
森野 獅子王（もりの ししお）
森野動物病院の院長の孫。初めてたよ子を酒で負かした。誰にでも優しい博愛主義者。バツ2。
我孫子（あびこ）
教授。応用生命科学研究所長。キャバクラでは度々たよ子を指名し、同伴相手にもなってくれる。
富士峰 翼（ふじみね つばさ）
我孫子ゼミの学生。エターナル中二病。
松岡 茜（まつおか あかね）
我孫子ゼミの学生。アニマル柄好きの巨乳。
岬 虎太郎（みさき こたろう）
我孫子ゼミの学生。キノコマニアのメガネ。酔うと人格が変わりホストのようになる。
蒼井 マリン（あおい まりん）
我孫子ゼミの学生。酒蔵の一人娘。名前とは裏腹に存在感が薄く陰気。
等多々 与悦（らたた よえつ）
我孫子ゼミの学生の実習先の「めかけ島」から、自然農法を広める活動をしている。38歳。
等多々 リリィ（らたた りりぃ）
与悦の妹。ナイスバディの美女。独身。
等多々 獅子丸（らたた ししまる）
リリィの息子。通称・マル。高校生。東京の本土の高校に行きたがっている。

## 書誌情報
- ジョージ朝倉 『テケテケ★ランデブー』 祥伝社〈FEELコミックス〉 全4巻[1]
  1. 2010年1月25日発行、ISBN 978-4-396-74001-6
  2. 2011年4月23日発行、ISBN 978-4-396-74002-3
  3. 2013年5月13日発売、ISBN 978-4-396-74003-0
  4. 2014年7月8日発売、ISBN 978-4-396-74004-7